# أشرف بن شرقي
أشرف بن شرقي (مواليد 24 سبتمبر 1994)، هو لاعب كرة قدم مغربي يلعب في مركز الجناح أو الوسط الهجومي لصالح النادي الأهلي الذي ينافس في الدوري المصري الممتاز.
أما فيما يتعلق بحياته العاطفية ، فقد ارتبط اللاعب أشرف بن شرقي بعارضة الأزياء الفرنسية مارين الحمير عام 2023 ، و لكن فترة ارتباطهما لم تدم طويلاً ، حيث أنهما قاما بالإنفصال في نفس العام ، و لم يتزوج أو يرتبط بعدها حتى الآن

## مسيرته الكروية

### المغرب الفاسي
ولد أشرف في تازة، وبدأ مسيرته الكروية مع المغرب الفاسي؛ حيث شارك مع هذا الفريق طوال الموسم الكروي 2014 في البطولة الوطنية المغربية وخاض معه معظم المباريات.
في 4 يونيو 2016 سجل أشرف هاتريك في البطولة مع فريقه الفاسي خلال المباراة التي جمعته بنادي حسنية أكادير (فاز فيها فريقه بـ 2–5).

### الوداد الرياضي
في 24 أغسطس 2016 انتقل إلى نادي الوداد؛ حيث وقع معه عقدا يمتد إلى 4 سنوات، ثم في 5 سبتمبر 2016 لعب أول مباراة له مع فريقه الجديد والتي كانت بالمناسبة ضد فريقه السابق المغرب الفاسي. وفي 4 نوفمبر 2017 فاز اللاعب بلقب دوري أبطال أفريقيا ضد الأهلي حيث قدم مردودا طيبا في معظم أطوار البطولة ولفت أنظار باقي الأندية له.
قام المدرب الحسين عموتة باستدعاء أشرف للمشاركة في كأس العالم للأندية 2017 التي نظمتها دولة الإمارات العربية المتحدة، لكن فريقه الوداد أُقصي منها من الدور الأول.

### الهلال السعودي
أعلن نادي الهلال السعودي في 22 يناير 2018 وعبر حسابه الرسمي في تويتر عن انضمام أشرف بنشرقي للنادي لمدة ثلاثة مواسم ونصف (إلى عام 2021). وفي 8 فبراير لعب بنشرقي أول مباراة له مع الهلال وكانت في الجولة 21 من دوري المحترفين السعودي ضد نادي النصر في ديربي الرياض. واستطاع تقديم نفسه بشكل جيد بحيث ساعد الهلال على العودة في المباراة بتسجيله هدف التعادل عند الدقيقة 88 لتنتهي المباراة 2–2.
وفي الجولة الأخيرة من الدوري سجل بنشرقي الهدف الرابع ضد الفتح في المباراة التي أنتهت بنتيجة 4–1، ليساعد الهلال في تحقيق لقب الدوري الثاني على التوالي.

### لانس الفرنسي (إعارة)
شارك مع نادي لانس في 24 مباراة سجل من خلالها 3 أهداف وصنع مثلها.

### الزمالك المصري
في يوليو 2019، وقع بنشرقي عقدًا مع نادي الزمالك لمدة ثلاثة مواسم حتى 2022.

#### موسم 2019-2020
في 08 سبتمبر 2019، سجل أشرف بن شرقي هدف فريق الزمالك الثالث في مرمى بيراميدز بالدقيقة 83 في مباراة نهائي كأس مصر على ملعب استاد برج العرب.
في 18 أكتوبر 2020، أحرز أشرف بن شرقي، هدف لنادي الزمالك في مرمى الرجاء المغربي في المباراة التي أنتهت بفوز الزمالك 1-0 على ملعب محمد الخامس، في ذهاب نصف نهائي دوري أبطال أفريقيا.

#### موسم 2020-2021
في 28 ديسمبر 2020، سجل أشرف بنشرقي هدف من ركلة جزاء بعد عرقلة مدافع سموحة محمود البدري لـ يوسف أوباما داخل منطقة الجزاء في المباراة التي إنتهت بفوز الزمالك 2-0 على ملعب برج العرب ضمن مباريات الجولة الثالثة من الدوري المصري.
في 02 يناير 2021، سجل أشرف بنشرقي هدفاً في فوز الزمالك على إنبي بهدفين مقابل هدف على ملعب بتروسبورت ضمن مباريات الجولة الخامسة من الدوري المصري.
في 28 يناير 2021، سجل أشرف بن شرقي هدفين، في فوز الزمالك على مصر للمقاصة بأربعة أهداف مقابل هدف على ملعب بتروسبورت، ضمن مباريات الجولة العاشرة من الدوري المصري.
في 7 أغسطس 2021، سجل أشرف بن شرقي الهدف الثالث في شباك غزل المحلة في اللقاء الذي إنتهي بفوز الزمالك 3-0 في الجولة الثامنة والعشرين من مسابقة الدوري المصري الممتاز.
في 20 أغسطس 2021، أحرز أشرف بن شرقى لاعب الزمالك هدف التعادل لفريقه أمام سيراميكا كليوباترا بهدف لكل فريق في البدقيقة 46 من عمر المباراة التي إنتهت بفوز الزمالك 2-1 على ستاد السويس ضمن مواجهات الجولة الثانية والثلاثين من بطولة الدوري المصري الممتاز.
في 24 أغسطس 2021، أحرز أشرف بن شرقي الهدف الثاني لفريق الزمالك في شباك الإنتاج الحربى بالدقيقة 87 من عمر المباراة التي أقيمت على ستاد الدفاع الجوى، ضمن منافسات الجولة قبل الأخيرة من عمر مسابقة الدورى الممتاز.

## مسيرته الدولية
شارك بنشرقي مع منتخب المغرب الأولمبي في دورة تولون الدولية نسخة 2015، وقد سجل 4 أهداف في هذه المنافسة، بما في ذلك هدفين ضد إنجلترا (انتهت المبارة بالتعادل الإيجابي 3–3). وقد وصل المغرب حينها إلى المباراة النهائية، لكنه خسرها أمام المنتخب الفرنسي.
في 11 نوفمبر 2017، شارك أشرف في لأول مرة مع المنتخب الأول حيث دخل كبديل للمهاجم خالد بوطيب عند الدقيقة 75، ثم شارك في المرحلة النهائية من تصفيات كأس العالم في روسيا في مواجهة ساحل العاج في أبيدجان وتأهل منتخبه حينها إلى كأس العالم بعدما فاز بـ 0–2.
شارك أيضا في بطولة أمم إفريقيا للمحليين 2018 مع منتخب المغرب المحلي بقيادة المدرب جمال السلامي.

## الإحصائيات

### النادي
آخر تحديث 11 يونيو 2025.
| النادي         | السنة    | الدوري           | الدوري | الدوري  | الكأس  | الكأس   | كأس الرابطة | كأس الرابطة | قاري   | قاري    | أخرى   | أخرى    | المجموع | المجموع |
| النادي         | السنة    | الدوري           | الظهور | الأهداف | الظهور | الأهداف | الظهور      | الأهداف     | الظهور | الأهداف | الظهور | الأهداف | الظهور  | الأهداف |
| -------------- | -------- | ---------------- | ------ | ------- | ------ | ------- | ----------- | ----------- | ------ | ------- | ------ | ------- | ------- | ------- |
| المغرب الفاسي  | 2014–15  | الدوري المغربي   | 25     | 4       | 0      | 0       | –           | –           | –      | –       | –      | –       | 25      | 4       |
| المغرب الفاسي  | 2015–16  | الدوري المغربي   | 27     | 9       | 1      | 1       | –           | –           | –      | –       | –      | –       | 28      | 10      |
| المغرب الفاسي  | المجموع  | المجموع          | 52     | 13      | 1      | 1       | –           | –           | –      | –       | –      | –       | 53      | 14      |
| الوداد الرياضي | 2016–17  | الدوري المغربي   | 25     | 4       | 0      | 0       | –           | –           | 7      | 2       | –      | –       | 32      | 9       |
| الوداد الرياضي | 2017–18  | الدوري المغربي   | 5      | 0       | 2      | 1       | –           | –           | 5      | 3       | 1      | 0       | 13      | 4       |
| الوداد الرياضي | المجموع  | المجموع          | 30     | 4       | 2      | 1       | –           | –           | 12     | 5       | 1      | 0       | 45      | 13      |
| الهلال         | 2017–18  | الدوري السعودي   | 7      | 3       | 0      | 0       | 0           | 0           | 6      | 0       | 0      | 0       | 13      | 3       |
| لانس (إعارة)   | 2018–19  | الدوري الفرنسي 2 | 23     | 3       | 3      | 1       | 0           | 0           | 0      | 0       | 0      | 0       | 26      | 4       |
| الزمالك        | 2019–20  | الدوري المصري    | 22     | 3       | 4      | 4       | –           | –           | 11     | 6       | 3      | 2       | 40      | 15      |
| الزمالك        | 2020–21  | الدوري المصري    | 30     | 15      | 4      | 1       | –           | –           | 7      | 0       | 0      | 0       | 41      | 16      |
| الزمالك        | 2021–22  | الدوري المصري    | 21     | 8       | 1      | 1       | –           | –           | 8      | 2       | –      | –       | 30      | 11      |
| الزمالك        | المجموع  | المجموع          | 73     | 26      | 9      | 6       | –           | –           | 26     | 8       | 3      | 2       | 111     | 42      |
| الجزيرة        | 2022–23  | الدوري الإماراتي | 24     | 5       | 3      | 2       | 6           | 2           | 0      | 0       | –      | –       | 33      | 9       |
| الريان         | 2023–24  | الدوري القطري    | 19     | 10      | 1      | 2       | 4           | 2           | 0      | 0       | 0      | 0       | 24      | 14      |
| الريان         | 2024–25  | الدوري القطري    | 8      | 3       | 0      | 0       | 2           | 0           | 6      | 1       | 0      | 0       | 16      | 4       |
| الريان         | المجموع  | المجموع          | 27     | 13      | 2      | 2       | 7           | 2           | 6      | 1       | 2      | 0       | 44      | 18      |
| الإجمالي       | الإجمالي | الإجمالي         | 236    | 67      | 23     | 14      | 13          | 4           | 50     | 14      | 6      | 2       | 325     | 103     |

1. ↑  Includes كأس العرش، كأس رئيس الدولة
2. ↑  Includes كأس رابطة المحترفين الإماراتية
3. ↑  Appearances in دوري أبطال إفريقيا
4. ↑  Appearances in دوري أبطال إفريقيا
5. ↑   Appearance in كأس العالم للأندية
6. ↑  Appearances in دوري أبطال آسيا
7. ↑  Appearances in دوري أبطال إفريقيا
8. ↑  One appearance in كأس السوبر الإفريقي, two appearances in كأس السوبر المصري
9. ↑  Appearances in دوري أبطال إفريقيا
10. ↑  Appearances in دوري أبطال إفريقيا

### الدولية

#### الأهداف الدولية
قائمة الأهداف والنتائج مع منتخب المغرب للمحليين.
| هدف | التاريخ       | الملعب                                            | الخصم     | الهدف | النتيجة | المسابقة                        |
| --- | ------------- | ------------------------------------------------- | --------- | ----- | ------- | ------------------------------- |
| 1.  | 13 يناير 2018 | المركب الرياضي محمد الخامس، الدار البيضاء، المغرب | موريتانيا | 4–0   | 4–0     | بطولة أمم إفريقيا للمحليين 2018 |

## الإنجازات

### النادي
الوداد الرياضي
- البطولة الوطنية المغربية : 2016–17
- دوري أبطال إفريقيا : 2017

 الهلال
- الدوري السعودي للمحترفين : 2017–18
- كأس السوبر السعودي : 2018

 الزمالك
- الدوري المصري الممتاز (2) : 2020–21، 2021–22
- كأس مصر(2) : 2018–19، 2020–21
- كأس السوبر المصري : 2020
- كأس السوبر الإفريقي : 2020

### المنتخب
المغرب
- بطولة أمم إفريقيا للمحليين : 2018

### فردية
- تشكيلة الموسم في أفريقيا: 2017[29]
- جائزة أفضل لاعب في مصر: 2020[30]
- لاعب الموسم في نادي الزمالك: 2020[31]

## وصلات خارجية
- أشرف بن شرقي على موقع الاتحاد الدولي (مؤرشف)  (الإنجليزية)
- أشرف بن شرقي على موقع قاعدة بيانات كرة القدم.إي يو (الإنجليزية)
- أشرف بن شرقي على موقع ناشيونال فوتبول تيمز (الإنجليزية)
- أشرف بن شرقي على موقع Soccerway.com (الإنجليزية)